# ジブラルタルの首相
ジブラルタルの首相（Chief Minister of Gibraltar）は、イギリス領ジブラルタルに設置されたジブラルタル自治政府の長であり、ジブラルタル議会総選挙の結果をもって選出される。形式的には、イギリス元首たる国王の名代であるジブラルタル総督によって任命される。

## 歴代首相の一覧
| 代 | 肖像                 | 氏名                 | 選挙                | 就任日        | 退任日        | 所属政党                           |
| -- | -------------------- | -------------------- | ------------------- | ------------- | ------------- | ---------------------------------- |
| 1  | ジョシュア・ハッサン | ジョシュア・ハッサン | 1964                | 1964年8月11日 | 1969年8月6日  | 公民権推進連合                     |
| 2  | ロバート・ペリザ     | ロバート・ペリザ     | 1969                | 1969年8月6日  | 1972年6月25日 | イギリス統合党                     |
| 3  | ジョシュア・ハッサン | ジョシュア・ハッサン | 1972 1976 1980 1984 | 1972年6月25日 | 1987年12月8日 | ジブラルタル労働党・公民権推進連合 |
| 4  | アドルフォ・カネパ   | アドルフォ・カネパ   | ——                  | 1987年12月8日 | 1988年3月25日 | ジブラルタル労働党・公民権推進連合 |
| 5  | ジョー・ボサノ       | ジョー・ボサノ       | 1988 1992           | 1988年3月25日 | 1996年5月17日 | ジブラルタル社会主義労働党         |
| 6  | ピーター・カルアナ   | ピーター・カルアナ   | 1996 2000 2003 2007 | 1996年5月17日 | 2011年12月9日 | ジブラルタル社会民主党             |
| 7  | ファビアン・ピカード | ファビアン・ピカード | 2011 2015 2019 2023 | 2011年12月9日 | （現職）      | ジブラルタル社会主義労働党         |